# Ханс Лампъл
Ханс Лампъл (на немски: Hans Lampl) е австрийски психоаналитик, пионер в психоанализата.

## Биография
Роден е на 15 октомври 1889 година във Виена, Австрия. Докато е още в гимназията той става приятел с Мартин, най-големия син на Зигмунд Фройд и често посещава къщата му. Лампъл изучава медицина и получава докторска степен през 1912. После работи осем години в сътрудничество с Карл Ландщайнер, добре познат с изследванията си върху кръвните групи. По време на този период интересите на Лампъл са основно към патологичната анатомия, серологията и бактериологията. Неговата психоаналитична работа започва в Берлин през 1921. След обучителната му анализа той се присъединява към Берлинската психоаналитична клиника, намирайки в това жив център за подходящи психоаналитични възможности за лично допринасяне към новата наука.
Умира на 1 декември 1958 година в Амстердам на 69-годишна възраст.